# تپه ناوچیای با پیر
تپه ناوچیای با پیر مربوط به دوره نوسنگی است و در شهرستان گیلانغرب، بخش گواور، دهستان گواور، ۸۰۰ متری شمال شرق روستای باپیر واقع شده و این اثر در تاریخ ۲۷ اسفند ۱۳۸۶ با شمارهٔ ثبت ۲۲۳۸۷ به‌عنوان یکی از آثار ملی ایران به ثبت رسیده است.